# Kościół św. Stanisława Kostki w Kościuszkach
Kościół św. Stanisława Kostki w Kościuszkach – katolicki kościół filialny zlokalizowany we wsi Kościuszki w gminie Osina, w powiecie goleniowskim (województwo zachodniopomorskie). Należy do parafii św. Sylwestra w Strzelewie.

## Historia i architektura
Kościół wzniesiony został w 1844 roku. Jest budowlą w stylu neoromańskim, murowaną z kamienia łupanego i kostki granitowej. Sytuowany na planie prostokąta, nakryty jest dwuspadowym dachem. Okna zamknięte są łukami półokrągłymi. W zachodniej części korpusu nawowego nasadzona jest dwukondygnacyjna wieża, w 1. kondygnacji na planie kwadratu, w 2. kondygnacji ośmioboczna. Wieżę nakrywa spiczasty hełm.
Wewnątrz kościoła, nad wejściem, znajduje się drewniana empora. Zachowały się XIX-wieczne ławki. W zamkniętym prostokątnie prezbiterium, między dwoma oknami witrażowymi, zawieszony jest krzyż z figurą Chrystusa. Przedwojenny ołtarz nie zachował się.
Po II wojnie światowej kościół został konsekrowany jako świątynia katolicka w dniu 13 listopada 1945 roku.